# 옹천역
옹천역(Ongcheon station, 甕泉驛)은 경상북도 안동시 북후면 옹천리에 위치한 중앙선의 철도역이다.
2013년에 영주댐 건설 관계로 1km 남쪽으로 이설되면서 신호장으로 격하되면서 여객 취급이 중지되었다.
2004년 3월 31일까지 청량리 ~ 부전 구간을 운행했던 제1221호와 제1222호 통일호 열차가 이 역에서 교행을 하였다. 구 역사는 '국화테마역'으로 지정되어서, 역내에 '기찻길 속으로'라는 공원이 있었다.

## 역사
- 1941년 7월 1일 : 보통역으로 영업 개시[1]
- 1994년 1월 11일 : 화물 취급 중지[2]
- 1997년 10월 1일 : 소화물 취급 중지[3]
- 1998년 1월 23일 : 현 역사 완공
- 2004년 9월 1일 : 화물 취급 중지[4]
- 2013년 3월 28일 : 영주댐 수몰 지구 (문수 - 마사) 철도 이설로 인한 역 이전과 함께 여객 취급 중지 및 신호장 격하[5]